# Guerriglia antifranchista

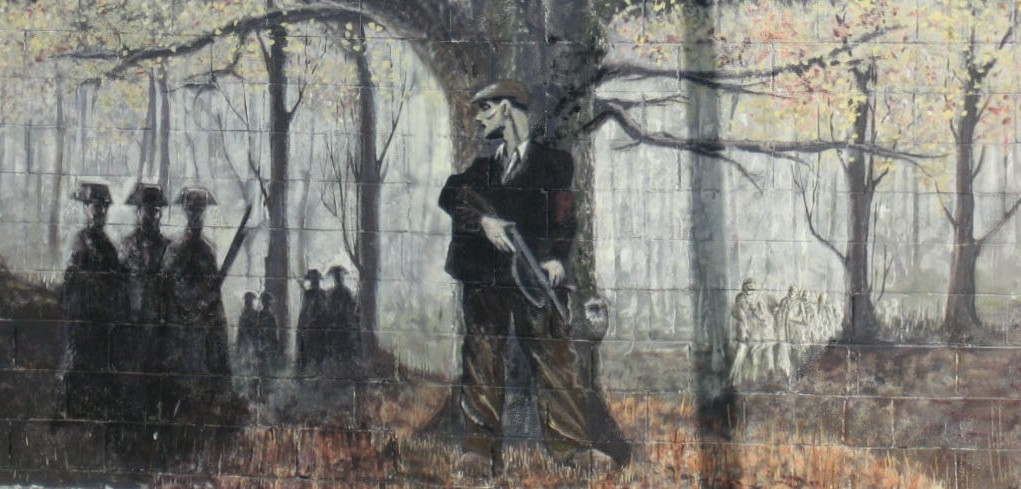
Murale dedicato ai maquisard

La guerriglia antifranchista indica tutte quelle attività di guerriglia, poste in essere dopo la guerra civile spagnola e la sconfitta dell'esercito repubblicano, contro la Spagna franchista.
Dopo la partecipazione degli anarchici alla Resistenza francese, anch'essi vennero chiamati, come i partigiani francesi, maquis (da macchia ovvero darsi alla macchia) oppure anche maquisards (termine derivato dal precedente), nel significato di combattenti antifascisti.
Questa guerriglia si prolungò, con azioni frammentarie e locali, fino al 1965.

## Storia
Lo scoppio quasi immediato della seconda guerra mondiale sorprese molti degli ex combattenti repubblicani spagnoli rifugiati in territorio francese; molti di loro presero parte alla resistenza francese nei Agrupación de Guerrilleros Españoles. Quando ormai i nazisti si stavano ritirando dalla Francia, alcuni guerriglieri antifranchisti tentarono, nell'ottobre 1944, l'invasione della valle d'Aran, fermata dai franchisti.

Lo storico Pietro Ramella, nel suo saggio La Retirada, L'odissea di cinquecentomila repubblicani spagnoli dopo la fine della guerra civile, pone termine al periodo che si riferisce all'esilio repubblicano spagnolo (passato alla storia come La Retirada) proprio con l'invasione della valle d'Aran, fornendo dati interessantissimi sulla guerriglia che essi conducevano. Dati che, in generale, i mezzi di informazione oscurarono, soprattutto per ciò che riguardava il metodo repressivo utilizzato dai franchisti verso i maquis catturati: il più delle volte consisteva nel massacro dei prigionieri senza neppure un processo militare che almeno avrebbe rappresentato una "parvenza" di legalità:
A partire da quel fallimento comincia il periodo di maggiore concentrazione della guerriglia all'interno del paese che proseguì fino al 1947. Nel 1948, infatti, Stalin chiarì che la guerriglia comunista in Spagna doveva essere smantellata.
Nel 1952, complici arresti o esili, avvenne la smobilitazione degli ultimi contingenti. Nel 1956 il PCE, su proposta di Santiago Carrillo, cambiò la propria politica, attraverso lo slogan e l'obiettivo politico della "riconciliazione nazionale".

## Territorio delle operazioni
Al termine della seconda guerra mondiale i guerriglieri antifranchisti iniziarono a condurre azioni militari in Spagna, partendo dalla Francia, dove erano situate le loro basi logistiche e dove molti di essi risiedevano. Dopo avere valicato i Pirenei e avere passato il confine, effettuavano le azioni programmate e, al termine, rientravano nel Paese transalpino. Lo stesso cammino veniva spesso percorso anche da chi agiva in clandestinità in Spagna per periodi prolungati.

### L'attacco repubblicano nella valle d'Aran

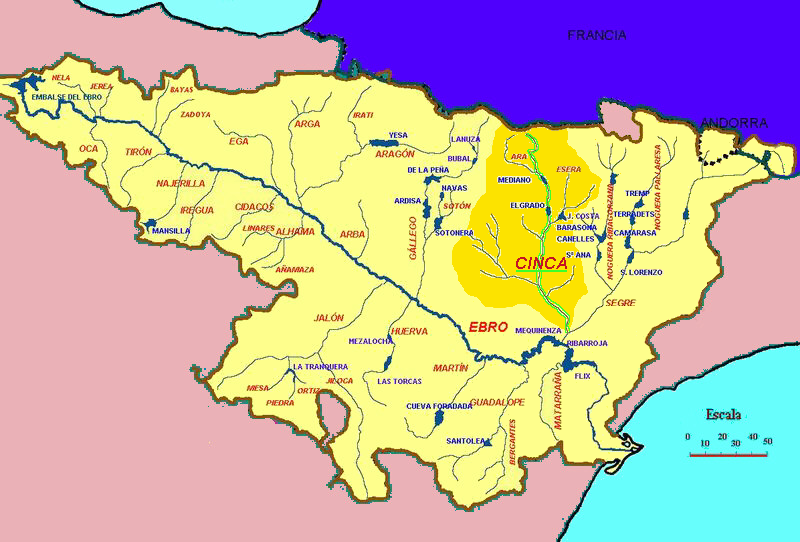
Cartina con fiume Cinca nella valle d'Aran e il più piccolo Segre, zona di penetrazione dei Maquisard quindi in contatto con il confine della Francia.

La più spettacolare operazione dei maquisard spagnoli nella lotta antifranchista fu la spedizione nella valle d'Aran iniziata il 19 ottobre 1944 a cui presero parte fra i 5000 e 7000, attaccarono nella valle e in altre zone dei Pirenei avendo a disposizione anche armamento pesante: l'operazione fu chiamata Operazione Riconquista della Spagna. Fu pianificata dall'AGE creando la 204ª divisione, composta da 12 brigate al comando di Vicente López Tovar, l'obbiettivo era di prendere possesso del settore del territorio spagnolo comprendente la terra tra i fiumi Cinca e Segre e il confine francese. Più tardi, la zona è stata dichiarata conquistata dal governo repubblicano in esilio, con l'intenzione di provocare una sollevazione generale in tutta la Spagna in funzione antifranchista. Si sperava in un aiuto alleato contro i franchisti essendo in atto lo scontro fra gli angloamericani e i nazifascisti in gran parte d'Europa ma l'aiuto non ci fu, vi furono attacchi, da parte della spedizione dei maquisard che agivano all'interno del territorio spagnolo, in svariate zone limitrofe alla valle d'Aran e in zone distanti dal confine, con lo scopo di tastare il polso per un'insurrezione nazionale contro i franchisti. I più importanti punti di penetrazione nella lunga catena di montagne erano Roncisvalle, valle del Roncal, Valle de Hecho, Canfranc, la Valle di Aran, Andorra, e Cerdagna, anche se vi sono state anche le operazioni a in luoghi minori.
Franco fece spostare circa 40.000 soldati tra legione, marocchini, reparti dell'esercito e vari tipi di contingenti militari per arginare l'offensiva guerrigliera che pertanto fu respinta.
L'esercito di guerriglia dopo avere conquistato diverse città e villaggi e avere ivi innalzato la bandiera repubblicana, tenne il controllo di queste zone e del confine ma non riuscì a prendere il punto cardine ovvero Vielha che come si vede dalla cartina è in posizione strategica militarmente nella valle d'Aran perché è centrale e quindi ideale per instaurare il comando dei Maquisard per coordinare azioni militari a raggiera.

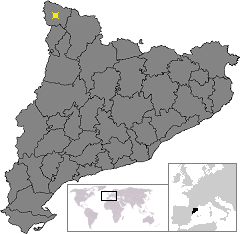
Localizzazione di Vielha.

La grossa formazione guerrigliera fu costretta al ritiro dato l'enorme sproporzione di mezzi fra i due contendenti subendo ingenti perdite. La ritirata si concluse il 28 ottobre 1944 (Spanish Maquis), quando l'ultimo guerrigliero riattraversò il confine per riparare in Francia. Non vi fu l'insurrezione nazionale ma una miriade di attacchi locali repressi dal regime di Franco e men che meno l'aiuto degli alleati angloamericani e questo forse è il dato più importante. All'attacco parteciparono anche guerriglieri del Partito Comunista di Spagna e fu uno degli ultimi casi poiché nel 1947, per motivi di non interferenza geopolitica, il PCE abbandonò la guerriglia antifranchista che fu portata avanti sostanzialmente da anarchici e da piccole frange di comunisti antistalinisti insieme a nuclei comunisti del PCE non allineati al partito. Dalle poche notizie in nostro possesso, questi ultimi erano con ogni probabilità ex miliziani del POUM e di altre formazioni analoghe.

## Alcuni notimaquisardspagnoli

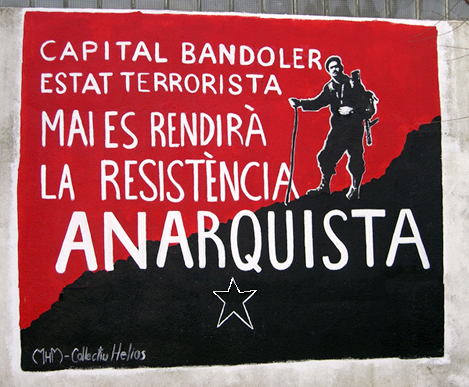
Un murale dedicato a Francesc Sabaté Llopart El Quico.

- Benigno Andrade, nome di battaglia "Foucellas", maquisard galiziano. Arrestato il 9 marzo 1952, torturato per tutto il giorno seguente, fu trucidato nel carcere di La Coruña il 7 agosto 1952. La vita di Benigno Andrade fu così leggendaria nei luoghi dove ha agito come maquisard al punto tale che i guerriglieri galiziani presero la denominazione di "Foucellas".
- Felipe Matarranz González, nome di battaglia "El Lobo", di provenienza da organizzazioni comuniste catturato attorno al 1947, dopo diversi anni di carcere fu liberato nel 1952 riprendendo immediatamente i contatti con le organizzazioni comuniste clandestine ma non partecipando più direttamente alla guerriglia[7].
- Manuel Zapico, anche noto come "El Asturiano", di provenienza comunista seguì sostanzialmente lo stesso iter di Felipe Matarranz González.
- Angela Luzdivina García Fernández, detta la Capricha, aderì alle formazioni giovanili del Partito Socialista Operaio Spagnola, partecipò alla rivolta delle Asturie[8] nel 1934 dove si prese la fama di strenuo combattente. Miliziana antifascista nella Guerra di Spagna. Dopo arresti e successive liberazioni, divenne una maquisarde svolgendo il ruolo di staffetta partigiana. Nel 2003 ha ricevuto nelle Asturie riconoscimenti e decorazioni, in quanto[9]

- Cristino García Granda[10], asturiano, anarchico, prese parte alla guerra come membro del XIV Cuerpo de Ejército Guerrillero, una speciale unità di esercito repubblicano spagnolo specializzato negli attacchi dietro le linee nazionalista. Dopo la guerra, fuggì in Francia dove partecipò alla Resistenza francese in qualità di membro della Agrupación de Guerrilleros Españoles (AGE) che combatté con successo nella lotta contro i nazifascisti. Al termine del conflitto combatté a fianco dei maquisard, catturato nel 1945 e crudelmente torturato fu trucidato nel 1946. A Parigi vi è rue Cristino Garcia in Saint-Denis[11].
- Joaquín Arasanz Raso, noto anche come "Villacampa", il più conosciuto maquisard attivo in Aragona, formalmente e ufficialmente comunista ma assai prossimo all'anarchismo.[12]
- Francesc Sabaté Llopart, "El Quico" operò con il suo gruppo in Catalogna, in particolare a Barcellona, diventando una vera e propria leggenda della guerriglia antifranchista.
- Marcel lí Massana i Balcells e il suo gruppo, insieme con Ramon Vila Capdevila, agì principalmente in Catalogna nelle zone di Berguedà, Osona e Bages, e nella provincia di Barcellona[13].
- José Luis Facerías, noto anche come "Face", amico di El Quico, si dedicò, insieme al suo gruppo, alle rapine alle banche per sostenere in compagni incarcerati.[14]
- Manuel Girón Bazán, nome di battaglia Giron, insieme ai miliziani del gruppo maquisard di León, operò principalmente a Villafranca del Bierzo (Provincia di León). Fu membro de l'Unione generale dei lavoratori (Unión General de Trabajadores, UGT).[15] È stato considerato nella Guerriglia antifranchista figura leggendaria in quanto, dato per ucciso dai franchisti per almeno due volte, tornò sempre a combattere con caparbietà con il suo efficientissimo gruppo di maquisard. Verrà trucidato, come già avvenne con il fratello nel 1946, a causa del tradimento di un compagno nel 1951.
- Antonio Téllez Sola, anarchico, combatté nella invasione della Valle d'Aran. Scrisse anche le biografie di El Quico, José Luis Facerias e Salvador Puig Antich.
- Abel Paz, anarchico, è stato incarcerato due volte da parte del governo di Franco, ha scritto diversi libri sulla guerra civile spagnola.
- Eduard Pons Prades[16], anarchico, nel 1942 militò in un gruppo anti-fascista in Francia, nel gruppo Solidaridad Espanola, compiendo atti di sabotaggio e anche con il gruppo Ponzán.
- Jaimes Parés, anarchico, detto "El Abisino", fu uno dei primi a unirsi alla banda di El Quico Sabaté.[17]
- Ramon Vila Capdevila[18], anarchico, nome di battaglia "Caraquemada", nato a Peguera, vicino a Berga, il 2 aprile 1918. Fin dalla prima gioventù è stato membro della CNT. Ha partecipato alla rivolta di Figola nel 1932. Nel mese di aprile 1936 è arrestato a Castellón de la Plana in seguito a uno scontro a fuoco con i poliziotti in cui cadde un poliziotto e il cugino Ramon Rives Capdevila. Ramon esce dal carcere il 18 luglio 1936, all'inizio del golpe fascista di Franco, quando i franchisti vincono in Catalogna ripara in Francia e viene rinchiuso in un campo di concentramento ad Argelès-sur-Mer da cui fugge nel 1940. Suo scopo è organizzare con i compagni bande antifranchiste e nel contempo combatte con i maquisard francesi nella Resistenza Francese; dopo la Liberazione ricomincia la lotta come maquisard spagnolo contro i franchisti con azioni che colpiscano economicamente il regime di Franco. La sua ultima azione è nel mese di agosto del 1963 contro i pilastri di un elettrodotto: viene colpito da poliziotti in agguato ed è lasciato morire per dissanguamento dopo un'intera notte di agonia.
- Salvador Puig Antich, anarchico catalano. Sebbene il suo cammino della lotta antifranchista non sia da definire con il termine Maquisard in senso stretto, in quanto le sue azioni si svolsero sempre all'interno della Spagna e non tramite i continui passaggi di confine franco-spagnolo cui erano soliti i precedenti guerriglieri (inoltre è nato dopo la Resistenza Francese, a cui il termine maquisard è associato), fu comunque un guerrigliero antifranchista del MIL.
- José Castro Veiga, noto come El Piloto, fu l'ultimo combattente guerrigliero spagnolo. Fu ucciso dalla Guardia Civil vicino alla diga di Belesar, in Galizia, il 10 marzo 1965.

## Breve cronologia

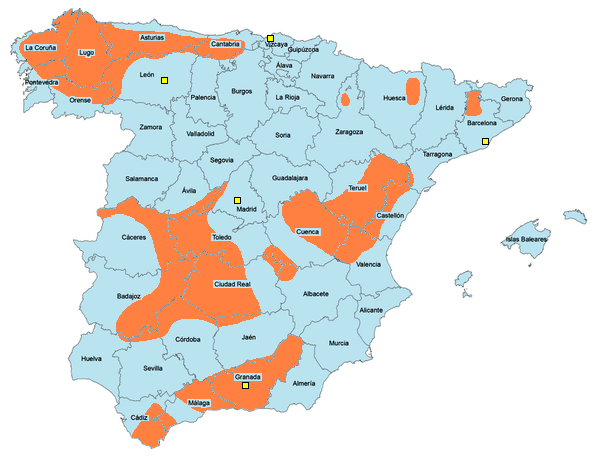
Principali aree di attività dei maquis (in arancione le zone rurali, in giallo le città)

- 1939-1944: dei piccoli gruppi armati isolati all'interno della penisola, nelle "sierre" (in Aragona, in Andalusia, in Catalogna e in Galizia, tutte regioni dove i libertari sono preponderanti) continuano la lotta contro i fascisti.
- Settembre 1944: alla fine della guerra mondiale una invasione massiccia di guerriglieri (con una direzione milítare installata in Francia) ha invaso attraverso i Pirenei le vallate dell'Aran e del Roncal. L'operazione si risolve in un fallimento, i superstiti sono obbligati a fuggire all'interno della Spagna o a rientrare in Francia. Questo progetto di grande ampiezza riceve l'appoggio del PCE e di alcuni settori della CNT.
- Inizio 1945: sviluppo della resistenza interna che si segnala per azioni in più provincie.
- 1947-1952: declino della resistenza dovuto all'intensificazione della repressione e all'abbandono della lotta armata da parte di importanti settori dell'opposizione spagnola, il PCE soprattutto.
- 1952-1963: si sviluppano alcune basi di resistenza armata, localizzate principalmente in Catalogna e Aragona. Sono composte da anarchici che fanno parte inizialmente della CNT, (e organizzati in formazioni autonome)[19]